# Épisode de la campagne de Russie
Épisode de la campagne de Russie est un tableau de Nicolas-Toussaint Charlet daté de 1836. Cette huile sur toile de 192 × 295 cm est conservée au musée des Beaux-Arts de Lyon.

## Description
Le tableau représente la colonne de soldats français se repliant de Russie en 1812 après l'occupation infructueuse de la ville de Moscou, dans un paysage désolé et glacial, comme on concevait les steppes russes à l’époque. Selon les faits historiques, plus de 300 000 soldats seraient tombés au cours de cette déroute, représentés par les amas informes de corps et de débris qui jonchent le sol. Le ciel lui-même est chaotique et sauvage, typique de la peinture romantique.

## Contexte
Des difficultés résultant du blocus continental, la crainte d'une restauration de la Pologne à partir du grand-duché de Varsovie, l'annexion par Napoléon en 1811 de l'Oldenburg conduisent à l'éclatement de l'alliance franco-russe conclue à Erfurt en 1808.
Napoléon attaque la Russie le 5 avril 1812. Le 24 juin, la Grande Armée, forte de 440 000 hommes (rejoints ensuite par 120 000 autres), franchit le Niémen, marche sur Moscou et, au prix d'une véritable boucherie, bat Koutouzov à Borodino. Napoléon entre dans Moscou mais la ville est ravagée par des incendies d'origine contestée, tandis que l'Armée russe se reconstitue au sud de la ville.
Avec l’arrivée de l’hiver, Napoléon ordonne le retrait de ses troupes. Meurent plus de 300 000 soldats français, victimes du froid et de la lutte.
Le tableau est réalisé 24 ans après le fait historique. Il est la marque du traumatisme laissé par la défaite napoléonienne sur les générations qui suivirent. Cet engouement pour les conquêtes de l’Empire est typique de la première partie  du XIXe siècle, il n’est donc pas surprenant que Charlet reprenne cet événement plusieurs décennies après les faits. C’est un des tableaux fondateurs du mythe de Napoléon.

## Esthétique
Par son sujet et son style, L’Épisode de la campagne de Russie est associé au mouvement romantique. En effet, la chute de Napoléon et la perte de l’Empire jouent un rôle fondateur pour le romantisme. Cette perte du pouvoir de la France est à l’origine de la remise en question et des traumatismes que subit la France dans la première moitié du XIXe siècle. La violence des éléments et des sentiments est exacerbée dans l’œuvre.

## Réception et critiques
D’abord exposé au Salon de Paris, le tableau connaît un vif succès auprès des cercles romantiques notamment.
Les critiques vis-à-vis de cette œuvre sont contrastées. D’un côté, Alfred de Musset dira en admirant le tableau : « C’est la Grande Armée, c’est le soldat, ou plutôt c’est l’Homme ; c’est la misère humaine toute seule, sous un ciel brumeux, sur un sol de glace, sans guide, sans chef, sans distinction. C’est le désespoir dans le désert. »

## Regard philosophique

### La campagne de Russie, une approche hobbesienne
Nicolas-Toussaint Charlet expose l’état de survie dans laquelle se trouvait la Grande Armée luttant avec la rigueur de l’hiver et la crainte de l’attaque ennemie. Ceux qui ne peuvent suivre sont laissés morts sur le bas-côtés, l’ennemi est sommairement exécuté, on se jette sur la nourriture, , le désespoir se fait sentir, la désertion est plus qu’une éventualité. 
Ce tableau illustre cette lutte naturelle de l’homme pour sa conservation, dont Hobbes faisait de cette inclination le fondement de sa théorie contractualiste (voir le Leviathan). L’homme à l’état de nature, vit perpétuellement en guerre, dans une crainte permanente, il est en droit d’user de tous les moyens qu’il juge bons afin de « fuir le pire des maux de la nature, qui sans doute est la mort ». Pour enfin trouver la paix, il pactise avec les autres et abandonne sa liberté sous l’autorité d’un souverain donnant naissance ainsi à l’État civil. Le tableau nous montre alors une organisation humaine, l’armée française, soumise à la souveraineté d’un homme : Napoléon Ier. Nous avons donc affaire ici à l’État civil, dans sa fragilité toutefois proche d’un retour à l’état de nature. Hobbes, en effet, parmi les causes possibles de dissolution de cet État compte la guerre avec ses voisins ainsi que l’absence de pouvoir vraiment absolu. Nous voyons dans cette scène le délabrement de l’armée à la suite de cette guerre, ce qui laisse présager la chute du souverain. En effet, après cette campagne, Napoléon voit sa force grandement affaiblie, ce qui incite ses voisins à se soulever contre lui. Paris tombe deux ans plus tard, Napoléon abdique et tente de se suicider. 
De même, si Hobbes n’a pas développé sa théorie jusqu’à transposer l’état de nature de l’échelle individuelle à l’échelle d’une nation, son œuvre laisse ouverte cette possibilité. Nous observons alors deux nations en état de guerre, dans la crainte l’une de l’autre usant des moyens jugés bons pour maintenir leur sécurité. Si Napoléon justifiait cette guerre par la menace que représentait la rupture du pacte entre la France et la Russie par cette dernière, assurant le blocus commercial avec l’Angleterre permettant d’affaiblir son rival. De leur côté, les Russes défendait directement leurs vies, leur territoire et leurs biens. La mort redoutée n’est plus alors celle de l’individu seul mais celle de la nation. Il est intéressant de noter qu’à la chute de l’Empire napoléonien peu de temps après cette campagne désastreuse, les différents États européens envisagent l’utilité d’une union. Celle-ci naît plus d’un siècle après avec l’Union européenne. Si Hobbes n’a donc pas développé sa théorie jusqu’à l’échelle des nations, l’histoire l’applique.

### La campagne de Russie une approche wébérienne
L’œuvre de Nicolas-Toussaint Charlet illustre le propos de Weber qui consiste à dire que la justice s’exprime dans la légitimité du charisme.
Selon Weber, la justice au sein d’une société repose sur des rapports de domination, ou d’autorités  légitimes. Cette autorité peut se légitimer de trois sortes :
1. D’une part la légitimité de la tradition ; par leurs récurrences, les coutumes n’ont pas besoin d’être expliquées pour être justes ; par exemple, la politesse ne se justifie pas, on l’exerce sans remettre en question sa justesse ;
2. D’autre part la légitimité du charisme ; un individu charismatique, à la tête d’un pays ou d’une équipe, sera suivi non pas toujours parce que son raisonnement est juste mais parce que son aura inspire confiance ; Napoléon est l’exemple d’un charisme porteur d’autorité ;
3. Et enfin, la légitimité rationnelle qui est celle de la loi ; légitime car chaque individu peut la concevoir rationnellement ; par exemple, s’arrêter au feu rouge est une loi qui peut être admise par chacun, car chacun peut naturellement concevoir rationnellement le risque que cela peut entraîner de ne pas s’arrêter.

Par sa volonté de grandeur, d’extension de l’Empire et de pouvoir Napoléon Ier devient « l’archétype du grand homme amené à bouleverser le monde », figure qu’il possède encore au XXIe siècle. Son engagement militaire et le coup d'État du 18 Brumaire font de lui un homme charismatique. Ce charisme comme Weber l’indique lui permet d’exercer une autorité qui est légitimée par cette qualité.
Cette œuvre, représentant la campagne de Russie, campagne qui fut un échec pour l’Empereur, illustre avec force le pouvoir de celui-ci. La justice est donc ici représentée par l’autorité charismatique de Napoléon : autorité qui a permis a celui-ci de provoquer cette campagne. Ce tableau, montre l’échec de l’autorité charismatique ; le manque de précaution de la part de Napoléon a affaibli son armée et entraîné de nombreuses conséquences néfastes à son retour à Paris. Ce tableau montre alors la limite de la justice lorsqu’elle est exercée par une autorité charismatique ; le charisme d’un individu n’entraîne pas nécessairement la justesse de ses actes.